# علم التخلق العصبي
علم التخلق العصبي هو دراسة كيفية تأثير تغيرات الجينات التخلقية على الجهاز العصبي. قد تؤثر هذه التغيرات في حالات كامنة مثل الإدمان، والمعرفة والنماء العصبي.

## اللدونة العصبية
تشير اللدونة العصبية إلى قدرة الدماغ على الخضوع لإعادة ترتيب مشبكي استجابةً لمنبه دوري. تلعب البروتينات المغذية العصبية دورًا رئيسيًا في إعادة الترتيب المشبكي، من بين عوامل أخرى. يُعد استنفاذ المغدي العصبي «بي دي إن إف» أو إشارات «بي دي إن إف» واحدًا من العوامل الرئيسية المساهمة في تطور أمراض كمرض آلزهايمر، وداء هنتنغتون والاكتئاب. قد تحدث اللدونة العصبية أيضًا نتيجة بعض التعديلات التخلقية المستهدفة مقل الأستلة والمثيلة. يؤدي التعرض لمنبه دوري معين إلى إزالة مثيلة موقع كروموسومي محدد وإعادة مثيلته وفق نمط من شأنه تحفيز استجابة لهذا المنبه المعين. بشكل مماثل لقارئات الهستون، تعمل الماسحات والكاتبات على تعديل الهستون أيضًا، عن طريق إزالة علامات التعديل وإضافتها على الترتيب. تُعد الماسحة، «نيورو- إل إس دي 1»، نسخة معدلة من ليزين ديميثيلاز 1 (إل إس دي 1) الأصلي الموجود في العصبونات فقط والمساعد في النضج العصبوني. على الرغم من تشارك كلا نسختي «إل إس دي 1» الهدف نفسه، تختلف أنماط تعبيرهما بشكل كبير، وتُعتبر «نيورو- إل إس دي 1» نسخة مبتورة من «إل إس دي 1». تزيد «نيورو- إل إس دي 1» التعبير عن الجينات الباكرة الفورية (آي إي جي إس) المشاركة في نضج الخلايا. يؤدي المنبه الدوري إلى حدوث تعبير تمايزي في «نيورو- إل إس دي 1»، ما يسبب إعادة الترتيب في الموقع الكروموسومي. يُعتقد أن للماسحة دور رئيسي في تعلم العديد من السلوكيات المعقدة، وأنها الطريقة التي تستخدمها الجينات في تفاعلها مع البيئة.

## أمراض التحلل العصبي

### مرض آلزهايمر
يُعد مرض آلزهايمر من أمراض التحلل العصبي المعروفة بتأثيرها المترقي على الذاكرة وتحريضها للتدهور المعرفي. يُعتقد أن للتعديلات التخلقية على مستوى جينات مرشحة محددة أو عالميًا دور في علم أسباب المرض لمرض آلزهايمر. أظهر التحليل الكيميائي النسيجي المناعي لتشريح أنسجة الدماغ بعد الوفاة عبر دراسات عديدة انخفاضًا عالميًا في كل من 5-ميثيل سايتوسين (5 إم سي) و5-هيدروكسي ميثيل سايتوسين (5 إتش إم سي) لدى مرضى «إيه دي» بالمقارنة مع المجموعة المرجعية. مع ذلك، أظهرت أدلة معاكسة مستويات مرتفعة من هذه الواسمات التخلقية في الأنسجة نفسها. علاوة على ذلك، تتأثر هذه التعديلات في مرحلة مبكرة بالأنسجة المترافقة مع الفزيولوجيا المرضية لمرض آلزهايمر. يرتبط وجود «5 إم سي» في محفزات الجينات بشكل عام مع إسكات الجين. قد يرتبط «5 إتش إم سي»، الذي ينتج عن أكسدة «5 إم سي»، عبر انتقال-تن-إلفن (تي إي تي)، بتفعيل التعبير الجيني، لكن تبقى الآليات الكامنة خلف هذا التفعيل غير مفهومة تمامًا.
على الرغم من اختلاف نتائج التحليل المثيلومي عبر الدراسات، يُعد ازدياد وجود «5 إتش إم سي» مع التمايز وشيخوخة الخلايا في الدماغ أمرًا متفقًا عليه. علاوة على ذلك، تشارك الجينات ذات معدل انتشار «5 إتش إم سي» المرتفع في علم الأمراض لأمراض التحلل العصبي الأخرى المرتبطة بالعمر، وتُعتبر المنظمات الرئيسية لنقل الأيونات، التطور العصبوني والموت الخلوي. على سبيل المثال، يرتبط التعبير المفرط لإنزيم 5-ليبوأكسيجيناز (5-إل أو إكس) المولد لوسائط تحفيز الالتهاب من حمض الأراكيدونيك، مع معدل انتشار «5 إتش إم سي» المرتفع في منطقة المحفز الجيني «5-إل أو إكس» لدة مرضى آلزهايمر.

### التصلب الجانبي الضموري
ثبتت مساهمة تعديلات الدنا في مواقع النسخ المختلفة في أمراض التحلل العصبي. يشمل هذا تعديلات النسخ المؤذية مثل تلك المؤثرة على وظيفة العصبونات الحركية المرتبطة بالتصلب الجانبي الضموري (إيه إل إس). يرتبط تحلل العصبونات الحركية العلوية والسفلية، الذي يساهم في حدوث الضمور العضلي لدى مرضى «إيه إل إس»، بتعديلات الكروماتين بين مجموعة من الجينات الرئيسية. يمثل توسع التكرار سداسي النيكليوتيد في «سي 9 أو آر إف 72» داخل الصبغي «9 بّي 21» أحد المواقع التي تنظمها الأحداث التخلقية. يرتبط فرط مثيلة «سي 9 أو آر إف 72» المتعلق بجزر «سي بّي جي» بتوسع التكرار في أنسجة «إيه إل إس» المصابة. بشكل إجمالي، قد يؤدي إسكات الجين «سي 9 أو آر إف 72» إلى فردانية الكفاءة؛ بالتالي قد يؤثر على مظهر المرض. يرتبط نشاط معدلات الكروماتين أيضًا بمدى انتشار «إيه إل إس». يُعد «دي إن إم تي 3 إيه» عامل مثيلة هام وثبت وجوده في أنحاء الجهاز العصبي المركزي لدى مرضى التصلب الجانبي الضموري. علاوة على ذلك، يساهم فرط تعبير ناقلة ميثيل دي نوفو في الموت الخلوي لنظائر العصبونات الحركية.

### علم الأورام العصبي
يُعتقد أن عددًا من التغيرات الجينية والتخلقية في بصمات الدنا الوراثية في الدماغ مرتبطة بالتسرطن. تحفز هذه التعديلات، إلى جانب التغيرات في وظائف البروتين، تكاثر الخلايا ونموها وانبثاثها غير المحدود. تنشط الأحداث الجينية مثل الحذف، والانتقال والتضاعف الجينات الورمية وتعطل جينات كبت الورم، بينما تعمل التغيرات التخلقية على إسكات هذه الجينات أو تنظيمها بالزيادة بواسطة تعديلات الكروماتين الرئيسية.

### السمية العصبية
تشير السمية العصبية إلى التلف الحاصل في الجهازين العصبيين المركزي والمحيطي والناتج عن التعرض الكيميائي والحيوي والفيزيائي للذيفانات. تحدث السمية العصبية في جميع الأعمار وتتباين آثارها بين قصيرة الأمد وطويلة الأمد اعتمادًا على آلية عمل السم العصبي ودرجة التعرض.
تُعتبر بعض المعادن أساسية نظرًا إلى دورها في المسارات الحيوية الكيميائية والفيزيولوجية الرئيسية، بينما تُصنف المعادن المتبقية كغير أساسية. لا تمتلك المعادن غير الأساسية أي دور في أي مسار حيوي، وقد يؤدي وجودها وتراكمها في الدماغ إلى السمية العصبية. تتنافس هذه المعادن غير الأساسية عند وجودها في الجسم مع المعادن الأساسية على ربط المواقع، وتسبب اضطراب توازن مضادات الأكسدة ويؤدي تراكمها في الدماغ إلى أعراض جانبية مؤذية، مثل الاكتئاب والتخلف العقلي. يزداد خطر التعرض المزمن نتيجة ارتفاع تراكيز المعادن الثقيلة غير الأساسية في الهواء، والماء، والموارد الغذائية والمنتجات المنزلية.
يُعد كل من الأستلة والمثيلة وتعديل الهستون واسمات تخلقية شائعة. لا تؤثر هذه التغيرات بشكل مباشر على تسلسل الدنا، لكنها قادرة على تعديل قدرة الوصول إلى المكونات الجينية، مثل المناطق المعززة والمحفزة، الضرورية للتعبير الجيني. أظهرت الدراسات وجود مساهمة لتعرض الأم طويل الأمد للرصاص (بّي بي) في انخفاض مثيلة بعض مناطق ما فوق الجينوم الجنيني، على سبيل المثال، التسلسلات التكرارية المتباعدة (آي آر إس إس) «إيه إل يو 1» و«إل آي إن إي -1». ارتبط قصور مثيلة «آي آر إس إس» هذه مع ارتفاع خطر الإصابة بالسرطانات وأمراض المناعة الذاتية في وقت لاحق من الحياة. بالإضافة إلى ذلك، أثبتت الدراسات وجود علاقة بين التعرض قبل الولادي المزمن للرصاص والأمراض العصبية، مثل آلزهايمر والفصام، إلى جانب اضطرابات تطورية. علاوة على ذلك، تتحفز تغيرات الأستلة والمثيلة جراء التعرض المفرط للرصاص ما يسبب انخفاض تخلق النسيج العصبي وقدرة التمايز العصبونية، تتدخل بالتالي في التطور المبكر للدماغ.
يشكل التعرض المفرط للمعادن الأساسية عواقبًا ضارة على التخلق. على سبيل المثال، يؤثر ارتفاع تراكيز معدن المنغنيز في الدم، الذي يستخدمه الجسم في الوضع الطبيعي كعامل مرافق، سلبًا على الجهاز العصبي المركزي. أظهرت الدراسات حدوث الموت الخلوي الدوباميني نتيجة تراكم المنغنيز، ما يلعب دورًا في بداية داء باركنسون (بّي دي). يتميز داء باركنسون بتراكم α-سينوكلين في الدماغ. يسبب التعرض المرتفع للمنغنيز تنظيمًا بالإنقاص لكيناز البروتين سي ديلتا (بّي كيه سي δ) من خلال انخفاض الأستلة، ما يؤدي إلى خلل في تطوي بروتين α-سينوكلين المسؤول عن التكدس الخلوي وتحفيز استماتة الخلايا الدوبامينية.